# Samuel Ustazade Silvestre de Sacy
Samuel Ustazade Silvestre de Sacy (* 17. Oktober 1801 in Paris; † 14. Februar 1879 ebenda) war ein französischer Journalist, Bibliothekar, Senator und Mitglied der Académie française.

## Leben
Ustazade Silvestre de Sacy war der Sohn des Orientalisten Antoine-Isaac Silvestre de Sacy, der ihm den persischen Vornamen Ustazade gab. Er besuchte das Lycée Impérial, studierte Rechtswissenschaft und wirkte von 1822 bis 1828 als Rechtsanwalt. Auf Einladung seines Freundes Saint-Marc Girardin trat er 1828 für den Rest seines Lebens als Journalist in das Journal des débats ein, wo er zuerst im Bereich Politik schrieb, ab 1851 im Bereich Literatur. Daneben war er ab 1836 Bibliothekar und ab 1848 Leiter der Bibliothèque Mazarine. 1854 wurde er in die Académie française (Sitz Nr. 15) gewählt, wo er zum Wörterbuchkomitee gehörte. Das Vorwort zur 7. Auflage des Dictionnaire de l’Académie française von 1878 stammt aus seiner Feder. Von 1865 bis 1870 gehörte er dem Senat an.

## Werke (Auswahl)

### Aufsatzsammlung
- Variétés littéraires, morales et historiques. 2 Bde. Didier, Paris 1858.

### Herausgebertätigkeit
- L'Imitation de Jesus-Christ fidèlement traduite du latin, par Michel de Marillac. Techener, Paris 1854.
- Introduction à la vie dévote, du bien-heureux François de Sales. Techener, Paris 1855.
- Lettres spirituelles de Fénelon. 3 Bde. Techener, Paris 1856.
- Choix des petits traités de morale de Nicole. Techener, Paris 1857.
- Lettres de piété et de direction, écrites à la soeur Cornuau par Bossuet. Techener, Paris 1857.
- Le Nouveau Testament de notre Seigneur Jésus-Christ traduit en français par Mesenguy. 3 Bde. Techener, Paris 1859–1860.
- Sermons choisis de Bossuet, de Bourdaloue et de Massillon, contenant les principes de la foi et les règles de la vie chrétienne. 3 Bde. Techener, Paris 1859.
- Lettres de Marie de Rabutin-Chantal, marquise de Sévigné, à sa fille et à ses amis. 11 Bde. Techener, Paris 1861.
- Traité de la Connaissance de Dieu et de soi-même suivi de l'Exposition de la doctrine de l'Église catholique par Bossuet. Techener, Paris 1864.
- Lettres de saint François de Sales adressées à des gens du monde. Techener, Paris 1865.
- Blaise Pascal: Les Provinciales (Texte de 1656–1657). Librairie des bibliophiles, Paris 1877.